# Гуччи, Гуччо
Гу́ччо Джованбатти́ста Джачи́нто Да́рио Мари́я Гу́ччи (итал. Guccio Giovanbattista Giacinto Dario Maria Gucci, 26 марта 1881, Флоренция, Королевство Италия — 2 января 1953, Распер, Западный Суссекс, Англия) — итальянский модельер и предприниматель, основатель компании Gucci.

## Юность
Гуччо родился во Флоренции, Тоскана, 26 марта 1881 года в семье Габриэлло Гуччи, кожевенного мастера из Сан-Миниато, и Елены Сантини из Ластра-а-Синья.
Будучи подростком примерно в 1899 году, Гуччо Гуччи работал в отеле «Савой» в Лондоне. Мало что известно о его ранних годах и о том, что повлияло на его переезд в Лондон. Гуччи был очарован элегантными гостями отелей высшего класса и компаниями по производству багажа, такими как H. J. Cave & Sons. Он вернулся во Флоренцию и начал изготавливать дорожные сумки и аксессуары.

## Карьера
В 1921 году он основал модный дом Gucci во Флоренции как небольшой семейный магазин кожгалантереи. Он начал продавать седла, кожаные сумки и другие аксессуары для всадников в 1920-х годах. В 1938 году Гуччи открыл бутик в Риме по настоянию своего сына Альдо. Его индивидуальный бизнес в конечном итоге превратился в семейный бизнес, когда его сыновья присоединились к компании.
В 1951 году Гуччи открыл магазин в Милане. Он хотел оставить бизнес небольшим, и пока он был жив, компания располагалась только в Италии. За две недели до смерти Гуччо его сыновья Альдо, Родольфо и Васко открыли бутик Gucci в Нью-Йорке.

## Смерть
В последние годы жизни Гуччи жил в Распере, Западный Суссекс, Англия, где он и умер 2 января 1953 года.
После его смерти бизнес перешёл к его пятерым сыновьям. Со сменой руководства бренд Gucci расширился, открыв международные представительства и диверсифицировав линейку продуктов.
Во Флоренции также есть Музей Гуччи, посвящённый истории компании и Гуччо Гуччи.

## Личная жизнь
Гуччи и его жена Аида Кальвелли поженились в 1901 году, у них родились шестеро детей. Его сын Уго Кальвелли Гуччи (1899—1973) был усыновлён, родился от предыдущих отношений его матери Аиды Кальвелли. Его сын Энцо (1904—1913) умер в детстве. Его сыновья Васко, Альдо, Уго и Родольфо Гуччи активно участвовали в развитии бренда Gucci, дочь не принимала участие в бизнесе. Братья находились в состоянии соперничества и к 1980-м годам это стало серьёзной проблемой, вызвавшей конфликт в семье.